# Daniel Bek-Piroumian
Daniel Bek-Piroumian (en arménien : Դանիել Բեկ-Փիրումյան ; en russe : Даниел Бек-Пирумов, Daniel Bek-Piroumov), né le 22 novembre 1861 à Nakhidzhevanik, dans le gouvernement de Bakou (Empire russe), et mort en 1921 à Karakilisa, en RSS d'Arménie, est un général arménien. Il est le principal commandant de la bataille de Sardarapat dans laquelle il repousse l'invasion ottomane de l'Arménie orientale.

## Biographie
Daniel Bek-Piroumian est né le 22 novembre 1861 dans le village de Nakhidzhevanik du gouvernement de Bakou dans l'Empire russe. Il est diplômé de l'école publique de Chouchi et commence son service militaire en 1881 à Erevan. En 1890, Piroumian est promu au grade militaire de capitaine et en 1913, il devient colonel.
Pendant la Première Guerre mondiale, il combat sur le front du Caucase en tant que colonel dans l'armée impériale russe. Au cours de cette période, il est également le commandant du 3e bataillon du 153e régiment d'infanterie en Arménie occidentale. À Erzurum, il capture le fort turc de Dalangez puis le défend contre l'armée turque qui essaie de le récupérer. Sur les 1 400 officiers et soldats russes et arméniens défendant le fort, 1 100 sont tués et les survivants sont blessés. Néanmoins, huit assauts sont repoussés par le fort et Dalangez n'est pas abandonné à l'ennemi.
Le 26 mai 1918, il participe à la bataille de Sardarapat en tant que commandant en chef, où il repousse l'envahisseur ottoman. Son cousin, Poghos Bek-Piroumian, participe également à la bataille en tant que commandant du 5e régiment du Karabagh.
En 1919, il occupe le commandement de la région de Kars. Il est capturé par les Turcs le 30 octobre 1920 lors de la prise de la ville de Kars au cours de la guerre arméno-turque. Libéré à l'automne 1921, il est capturé et fusillé à la fin de la même année par les bolcheviks à Karakilisa, durant la soviétisation de l'Arménie. Il est enterré à l'église Sainte-Gayané à Etchmiadzin.

## Distinctions et récompenses
- Ordre de Saint-Stanislas, décoration de 2e classe
- Ordre de Saint-Stanislas, décoration de 3e classe
- Ordre de Sainte-Anne, décoration de 2e classe
- Ordre de Sainte-Anne, décoration de 3e classe
- Ordre de Sainte-Anne, décoration de 4e classe
- Ordre de Saint-Georges, décoration de 3e classe
- Ordre de Saint-Vladimir, décoration de 3e classe
- Épée d'or de la bravoure

## Héritage
En 2013, Iouri Piroumian, petit-fils de Bek-Piroumian, publie un livre sur la vie de son grand-père intitulé Դանիել Բեկ-Փիրումյանի կյանքը (« La vie de Daniel Bek-Piroumian »). Piroumian écrit le livre en utilisant des données d'archives, notant que les publications historiques plus récentes contiennent de nombreux faits qui se contredisent, alors que son livre contient des faits historiques documentés. Peu de temps après la publication de son livre, Piroumian rencontre le président de la République du Haut-Karabagh Bako Sahakian, qui l'accueille sur la terre de son ancêtre, soulignant la nécessité de maintenir des liens fermes avec la patrie.